# Wolfgang Wetschnig
Wolfgang Wetschnig (1958) es un taxónomo y botánico austríaco, que desarrolla actividades académicas y científicas en el Museo de Alta Austria, en el Archivo botánicos de Centro de Biología de Linz.
En la Universidad de Graz, ha trabajado en sistemática de las familias Hyacinthaceae y Asparagales; biología de dispersión y de polinización.

## Obra
- 2007. Systematic Position of Three Little Known and Frequently Misplaced Species of Hyacinthaceae from Madagascar. Ed. Verlag Ferdinand Berger & Söhne Ges. m.b.H. 17 pp.

- 2003. The Scilla Plumbea Puzzle - Present Status of the Genus Scilla Sensu Lato in Southern Africa and Description of Spetaea Lachenaliiflora, a New Genus and Species of Massonieae (Hyacinthaceae). Con Martin F. Pfosser. Ed. Internat. Assoc. for Plant Taxon. 17 pp.

- 1991. Karyotype morphology of some diploid subspecies of Dactylis glomerata L. (Poaceae). Phyton 31 (1): 35-55, 13 figs.

### Libros
- wolfgang Wetschnig, martin f. Pfosser, gerhard Prenner. 2002. Zur Samenmorphologie der Massonieae Baker 1871 (Hyacinthaceae) im Lichte phylogenetisch interpretierter molekularer Befunde. Ed. Oberösterreichisches Landesmuseum, 379 pp.
- La abreviatura «Wetschnig» se emplea para indicar a Wolfgang Wetschnig como autoridad en la descripción y clasificación científica de los vegetales.[5]